# Ireneusz Paliński

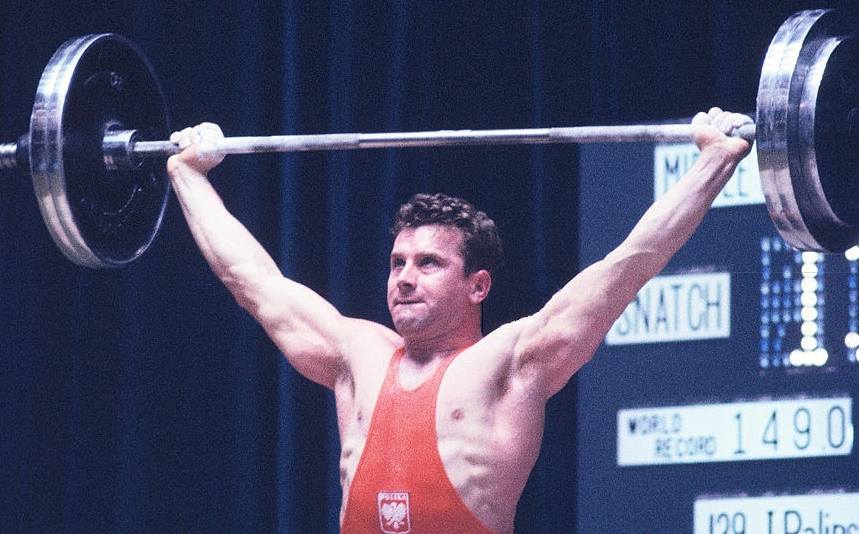
Ireneusz Paliński bei den Olympischen Spielen 1964

Ireneusz Paliński [irɛˈnɛuʃ paˈliɲsci] (* 13. Mai 1932 in Nużewo bei Ciechanów; † 9. Juli 2006 in Warschau) war ein polnischer Gewichtheber und Olympiasieger.

## Werdegang
Paliński begann während seiner Militärdienstzeit 1955 mit dem Gewichtheben. Unter Trainer Bronisław Stępny in Breslau erzielte er bald so gute Leistungen, dass sich die damals berühmten Trainer Klemens Roguski und August Dziedzic seiner annahmen. Bereits 1957 startete er bei den Europameisterschaften in Kattowitz und belegte dort den dritten Platz. Er verbesserte sich ständig weiter und gehörte die nächsten zehn Jahre zur Weltspitze.
Seine Kämpferqualitäten bewies er 1958 anlässlich eines Länderkampfes Deutschland – Polen in München, bei dem er 415 kg im olympischen Dreikampf erzielte, obwohl er noch am Vortag mit Fieber und einer Angina das Bett hatte hüten müssen. Sein größter Erfolg war sein Sieg bei den Olympischen Spielen 1960 in Rom im Leichtschwergewicht (bis 82,5 kg Körpergewicht). Später wechselte er in das Mittelschwergewicht (bis 90 kg Körpergewicht), in der er sofort wieder in der Spitzenklasse war. In seiner Laufbahn lieferte er sich Kämpfe mit Rudolf Plukfelder, Louis Martin, Arkadi Worobjow und Géza Tóth.
Ireneusz Paliński studierte Bauwesen in Breslau und war nach seiner Zeit als Aktiver auch als Trainer tätig.

## Internationale Erfolge
Legende: OS = Olympische Spiele, WM = Weltmeisterschaft, EM = Weltmeisterschaft, Ls = Leichtschwergewicht, Ms = Mittelschwergewicht
- 1957: 3. Platz, EM in Kattowitz, Ls, mit 400 kg, hinter Michael Rutman (UdSSR, 422,5 kg) und Václav Pšenička junior (ČSR, 402,5 kg);
- 1957: 4. Platz, WM in Teheran, Ls, mit 407,5 kg, hinter Trofim Lomakin (UdSSR, 450 kg), James George (USA, 422,5 kg) und Jalal Mansouri (Iran, 412,5 kg);
- 1958: 3. Platz, WM/EM in Stockholm, Ls, mit 432,5 kg hinter Trofim Lomakin (440,0 kg) und James George (435,0 kg) und vor Günther Siebert (DDR);
- 1959: 2. Platz, WM/EM in Warschau, Ls, mit 432,5 kg, hinter Rudolf Plukfelder (UdSSR, 457,5 kg) und vor James George (417,5 kg) und Václav Pšenička junior;
- 1960: 1. Platz, Grand Prix von Moskau, Ms, mit 445 kg, vor Wassili Stepanow (UdSSR, 445 kg) und Krylatow (UdSSR, 432,5 kg);
- 1960: 2. Platz, EM in Mailand, Ls, mit 425 kg, hinter Rudolf Plukfelder (442,5 kg) und vor Marcel Paterni (Frankreich, 415 kg);
- 1960: Goldmedaille, OS in Rom, Ls, mit 442,5 kg, vor James George (430 kg) und Jan Bochenek (Polen, 420 kg);
- 1961: 1. Platz, WM/EM in Wien, Ms, mit 475 kg, vor Louis Martin (UK, 462,5 kg) und Arkadi Worobjow (UdSSR, 457,5 kg);
- 1962: 2. Platz, WM/EM in Budapest, Ms, mit 470 kg, hinter Louis Martin (480 kg) und vor Bill March (USA, 460 kg);
- 1963: 2. Platz, WM/EM in Stockholm, Ms, mit 475 kg, hinter Louis Martin (480 kg) und vor Eduard Browko (UdSSR, 470 kg);
- 1964: Bronzemedaille, OS in Tokio, Ms, mit 467,5 kg, hinter Wladimir Golowanow (UdSSR, 487,5 kg) und Martin (475 kg);
- 1966: 2. Platz, Grand Prix von Riga, Ms, mit 465 kg, hinter Browko (472,5 kg) und vor Jaan Talts (UdSSR, 465 kg);
- 1966: 2. Platz, WM/EM in Berlin, Ms, mit 477,5 kg, hinter Géza Tóth (Ungarn, 487,5 kg) und vor Marek Gołąb (Polen, 475 kg).

## Polnische Meisterschaften
- 1955: 6. Platz, Ls, mit 290 kg
- 1957: 2. Platz, Ls, mit 375 kg
- 1958: 1. Platz, Ls, mit 415 kg
- 1959: 1. Platz, Ls, mit 425 kg
- 1960: 1. Platz, Ms, mit 435 kg
- 1961: 1. Platz, S, mit 450 kg
- 1962: 1. Platz, Ms, mit 465 kg
- 1963: 1. Platz, Ms, mit 460 kg
- 1964: 1. Platz, Ms, mit 475 kg
- 1965: 1. Platz, S, mit 455 kg
- 1966: 1. Platz, Ms, mit 480 kg
- 1967: 2. Platz, Ms, mit 475 kg

## Weltrekorde
Im beidarmigen Stoßen:
- 180 kg, 1960 in Rom, Ls
- 185,5 kg, 1960 in Paris, Ms
- 186 kg, 1960 in Toruń, Ms
- 186,5 kg, 1961 in Moskau, Ms
- 190 kg, 1961 in Wien, Ms
- 191 kg, 1961 in Warschau, Ms

Im olympischen Dreikampf:
- 475 kg, 1961 in Wien, Ms